# Dmitrij Grigorienko
Dmitrij Jurjewicz Grigorienko (ros. Дмитрий Юрьевич Григоренко, ur. 14 lipca 1978 w Niżniewartowsku) – rosyjski polityk, od 10 listopada 2020 Zastępca Przewodniczącego Rządu Federacji Rosyjskiej (Wicepremier) – do spraw rozwoju gospodarczego i kompleksu paliwowo-energetycznego; kurator Północnokaukaskiego Okręgu Federalnego. 
Bezpartyjny